# Джентльмен из Кокоди
«Джентльмен из Кокоди» (фр. Le Gentleman de Cocody) — кинофильм режиссёра Кристиана-Жака.

## Сюжет
В тропических лесах Берега Слоновой Кости разбился самолёт, который перевозил груз алмазов. Эти ценности — плоды многолетней преступной деятельности организации «Сыны пантеры». В глубину леса отправляется очаровательная охотница за бабочками и французский дипломат. Истинная цель их путешествия — сокровища авиакатастрофы. Пропавшие алмазы также интересуют и полицию…

## В ролях
- Жан Маре — Жан-Люк Эрве
- Лизелотта Пульвер — Бэби
- Филипп Кре[фр.] — Рено Лефран
- Нэнси Холловей — Нэнси
- Мария Грация Бучелла — Анжелина
- Жак Морель[фр.] — Руфиньяк
- Робер Дальбан — Пепе /Pepe
- Жиль Деламар[фр.]